# Émilie de Turckheim

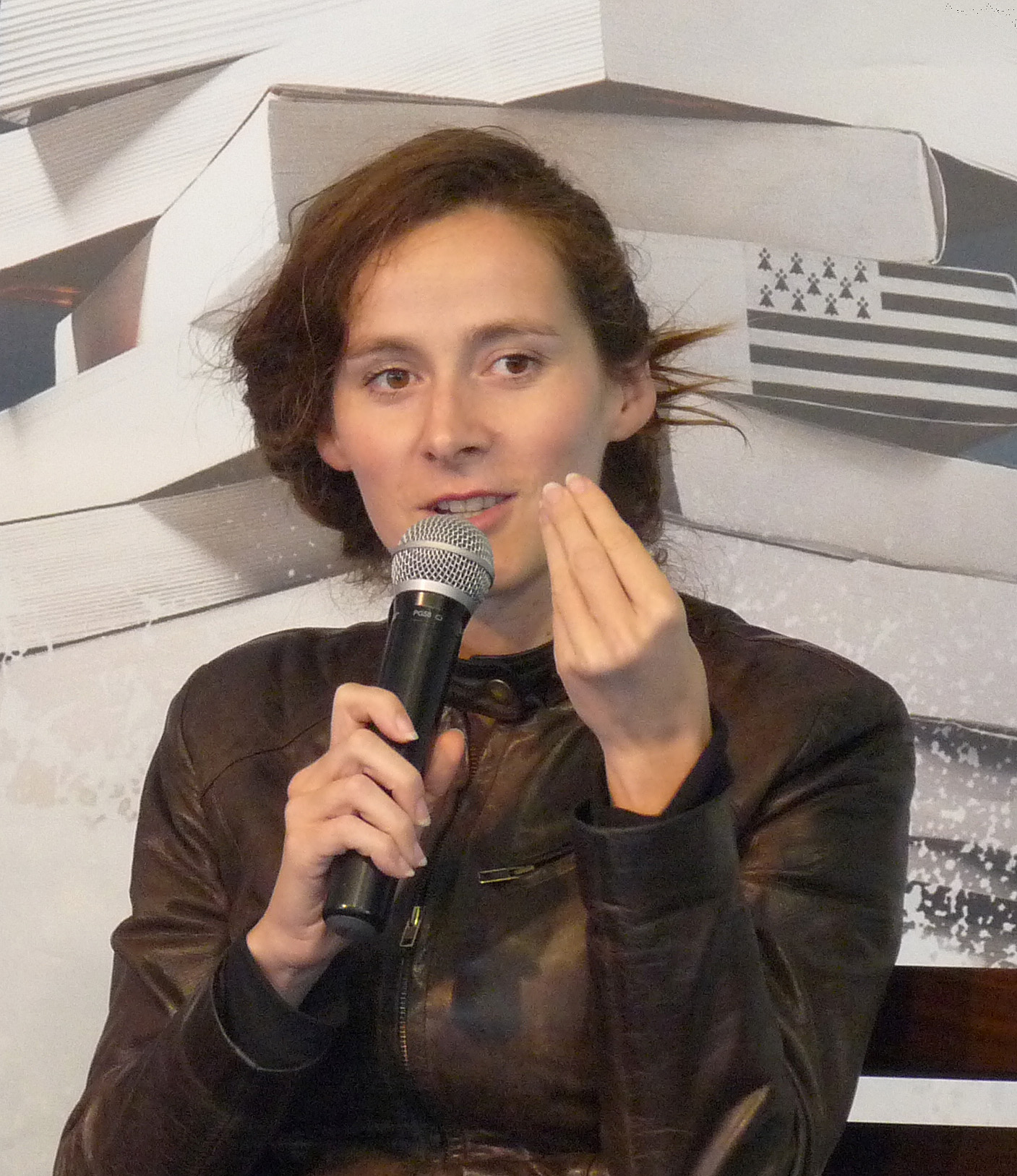
Emilie de Turckheim (2012)

Émilie de Turckheim (geboren 5. Oktober 1980 in Lyon) ist eine französische Schriftstellerin.

## Leben
Émilie de Turckheim studierte Jura zum Lizentiat und danach Soziologie an der SciencesPo, wo sie 2007 mit einer Feldforschung über AIDS promoviert wurde.
De Turckheim veröffentlichte 2005 ihren Debütroman Les Amants terrestres. Für den Roman Héloïse est chauve wurde sie mit dem Nachwuchspreis Prix Bel Ami ausgezeichnet. Sie erhielt den Prix littéraire de la Vocation 2009 für Chute libre und 2015 für La Disparition du nombril den Prix Roger-Nimier. 2019 erhielt sie für L’Enlèvement des Sabines den erstmals verliehenen Prix Monte-Cristo, der von einer Jury aus Gefängnisinsassen vergeben wurde. Sie lebt in Paris.
Die Künstlerin Charlotte de Turckheim ist ihre Cousine.

## Werke
- Les Amants terrestres. Le Cherche Midi, 2005, ISBN 2-7491-0426-2.
- Chute libre. Rocher, 2007, ISBN 2-268-06317-8 (Prix littéraire de la Vocation, 2009).
- Les Pendus. Ramsay, 2008, ISBN 2-84114-959-5.
- Le Joli Mois de mai. Héloïse d’Ormesson, 2010, ISBN 2-35087-145-2.
  - Im schönen Monat Mai : Roman. Übersetzung Brigitte Große. Berlin : Klaus Wagenbach, 2012, ISBN 978-3-8031-2702-0.
- Héloïse est chauve. Héloïse d’Ormesson, 2012, ISBN 2-35087-185-1 (Prix Bel-Ami, 2012).
- Une sainte. Héloïse d’Ormesson, 2013, ISBN 2-35087-185-1.
- Jules et César. Jugendbuch. Naïve, 2013, ISBN 978-2-35021-306-4.
- Mamie Antoinette. Jugendbuch. Naïve, 2013, ISBN 978-2-35021-296-8.
- La Disparition du nombril. Héloïse d’Ormesson, 2014, ISBN 978-2-35087-288-9 (Prix Roger-Nimier, 2015).
- Popcorn Melody. Héloïse d’Ormesson, 2015, ISBN 978-2-35087-328-2.
  - Popcorn Melody. Übersetzung Brigitte Große. Berlin : Klaus Wagenbach, 2017, ISBN 978-3-8031-3289-5.
- L’Enlèvement des Sabines. Héloïse d’Ormesson, 2015, ISBN 978-2-35087-433-3 (Prix Monte-Cristo, 2019).